# Rhysodes
Rhysodes là một chi bọ cánh cứng thuộc họ Carabidae đặc hữu của miền Cổ bắc (bao gồm châu Âu) và Cận Đông. Sometimes placed ở subhọ Trechinae, its relationships are actually not well known.
Loài include:
- Rhysodes sulcatus

## Hình ảnh

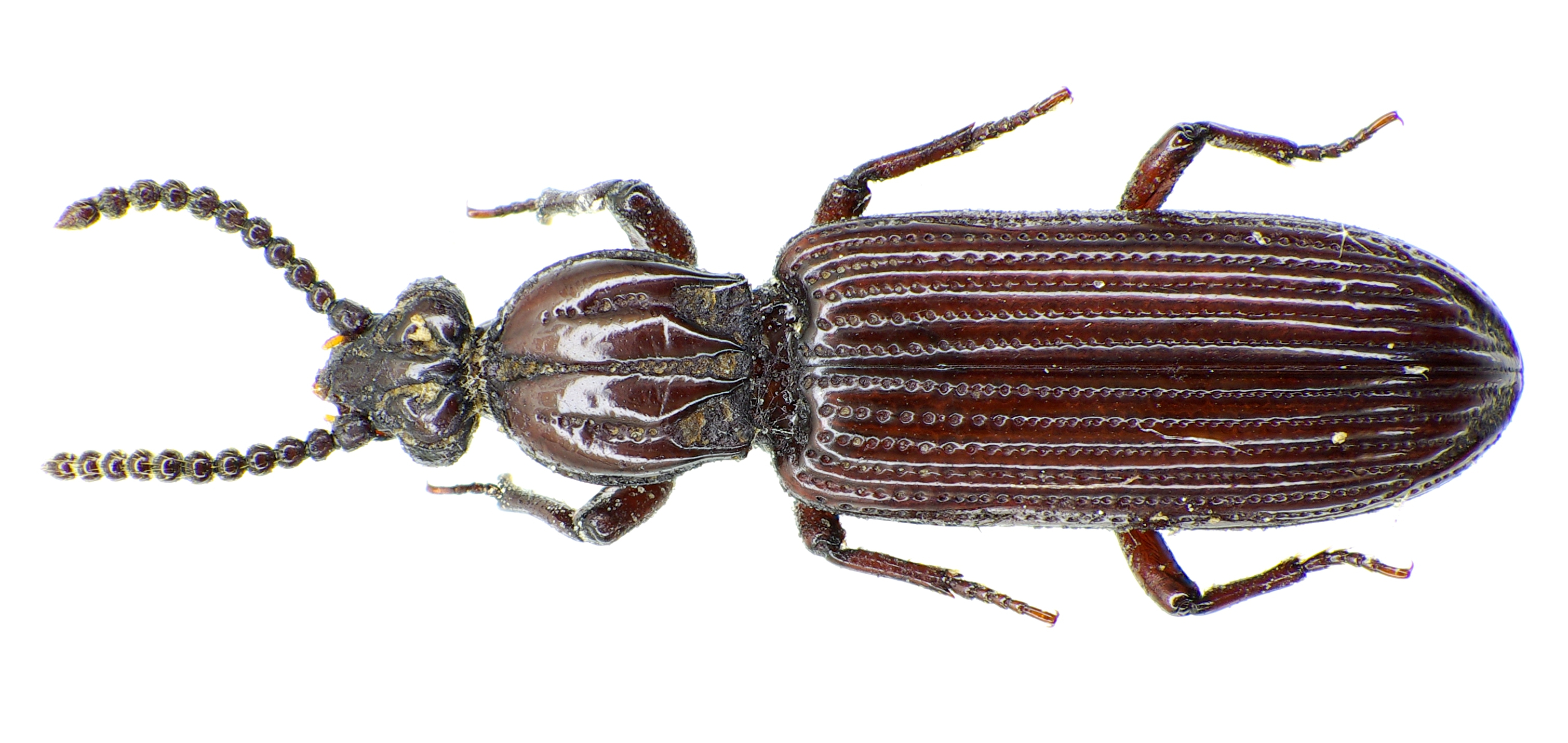
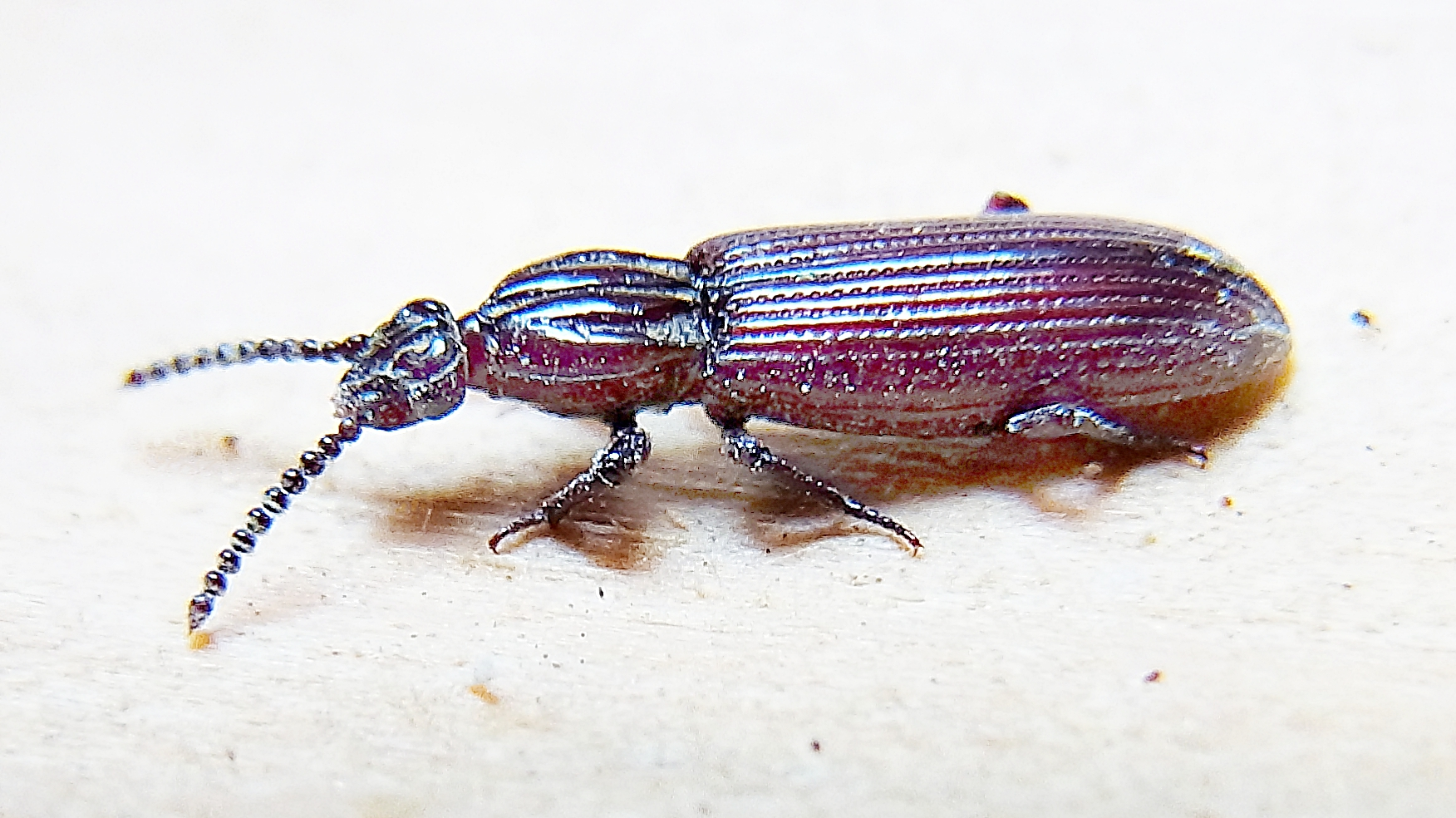